# مدرسة صحة جامعة دورهام
مدرسة صحة جامعة دورهام (بالإنجليزية: Durham University School for Health)‏ هي إحدى المدارس لتعليم الطب في المملكة المتحدة. مركز هذه المدرسة الطبية هو جامعة دورهام. تم تأسيس هذه المدرسة رسمياً في 2001. أؤسست نتيجة تشارك مع مدرسة طب جامعة نيوكاسل.